# Championnat de Belgique masculin de handball de deuxième division 2018-2019
Navigation
Division 2 2017-2018 Division 2 2019-2020
La saison 2017-2018 du Championnat de Belgique masculin de handball de deuxième division est la 56e saison de la deuxième plus haute division belge de handball. 

## Participants
| Club                | Matricule | Classement 2017-2018 | Localisation         | Entraîneur | Salle                       | Capacité |
| ------------------- | --------- | -------------------- | -------------------- | ---------- | --------------------------- | -------- |
| Kreasa HB Houthalen |           | 9e                   | Houthalen-Helchteren | ?          | Sporthal Lakerveld          | 2 000    |
| HB Saint-Trond      | 303       | 4e                   | Saint-Trond          | ?          | Sporthal Jodenstraat        | ?        |
| KTSV Eupen 1889     | 5         | 5e                   | Eupen                | ?          | Sportzentrum Eupen          | ?        |
| Union beynoise      | 3         | 6e                   | Beyne-Heusay         | ?          | Hall Omnisports Edmond Rigo | 400      |
| HC Amay             |           |                      |                      |            |                             |          |
| HC Kraainem         |           |                      |                      |            |                             |          |
| HBC Izegem          |           |                      |                      |            |                             |          |
| HK Waasmunster      |           |                      |                      |            |                             |          |

## Organisation du championnat
La saison régulière est par 8 équipes. Il n'y a ni Play-off, ni Play-down, la saison se dispute juste en phase régulière mais, où chaque équipe joue quatre fois en doublant donc le principe des phases aller et retour. Une victoire rapporte 2 points, une égalité 1 point et une défaite 0 point.
La première équipe est promu en Division 1 tandis que les deux dernières sont reléguées au troisième niveau. 

### Saison régulière

#### Classement
|   | Équipe              | Pts | J  | G  | N | P  | Bp  | Bc  | Diff |
| - | ------------------- | --- | -- | -- | - | -- | --- | --- | ---- |
| 1 | Kreasa HB Houthalen | 25  | 14 | 12 | 1 | 1  | 405 | 319 | 86   |
| 2 | HBC Izegem          | 20  | 14 | 10 | 0 | 4  | 347 | 321 | 26   |
| 3 | HC Amay             | 18  | 14 | 8  | 2 | 4  | 416 | 359 | 57   |
| 4 | HB Sint-Truiden     | 14  | 14 | 7  | 0 | 7  | 361 | 374 | -13  |
| 5 | Union beynoise      | 14  | 14 | 7  | 0 | 7  | 398 | 401 | -3   |
| 6 | HC Kraainem         | 9   | 14 | 4  | 1 | 9  | 387 | 387 | 0    |
| 7 | KTSV Eupen 1889     | 8   | 14 | 4  | 0 | 10 | 320 | 376 | -56  |
| 8 | HK Waasmunster      | 4   | 14 | 2  | 0 | 12 | 338 | 433 | -95  |

|                 | Play-offs                                |
|                 | Play-downs                               |
| en augmentation | Promu 2018                               |
| en diminution   | relégué de Division 1 en début de saison |

#### Matchs
| Résultats (dom.\ext.)                                      | KHO   | IZE   | HCA   | S-T   | UBE   | HCK   | KTSV  | WAA   |
| Kreasa HB Houthalen                                        |       | 33-25 | 25-22 | 35-23 | 28-22 | 35-27 | 32-16 | 29-21 |
| HBC Izegem                                                 | 19-24 |       | 23-22 | 28-27 | 26-25 | 22-19 | 28-16 | 30-21 |
| HC Amay                                                    | 25-25 | 28-20 |       | 29-21 | 30-33 | 35-21 | 30-24 | 36-26 |
| HB Sint-Truiden                                            | 27-22 | 20-21 | 26-32 |       | 26-28 | 28-27 | 24-20 | 25-26 |
| Union beynoise                                             | 26-28 | 25-22 | 28-33 | 27-32 |       | 35-34 | 26-24 | 43-27 |
| HC Kraainem                                                | 20-23 | 21-24 | 35-32 | 26-30 | 39-21 |       | 25-26 | 32-27 |
| KTSV Eupen                                                 | 24-32 | 18-28 | 27-25 | 26-28 | 23-28 | 23-30 |       | 31-20 |
| HK Waasmunster                                             | 22-34 | 22-31 | 28-37 | 23-24 | 29-25 | 26-34 | 22-22 |       |
| - Victoire à domicile - Match nul - Victoire à l'extérieur |       |       |       |       |       |       |       |       |